# Patience (Take-That-Lied)
Patience ist ein Song der britischen Popgruppe Take That. Er wurde am 13. November 2006 als erste Single ihres Comeback-Albums Beautiful World veröffentlicht. Die Single stieg auf Platz 1 der britischen, deutschen, spanischen und Schweizer Charts und erreichte in Österreich, Dänemark, Irland, Italien und Schweden die Top 10. Das Lied wird als Titelmusik der Serie Der Bergdoktor verwendet.

## Aufbau und Musikvideo
Markenzeichen des Tracks sind Gary Barlows Falsett-Stimme im Refrain und seine Improvisationen am Ende des Liedes. Im Zwischenspiel wird eine Orgel eingespielt.
Das Musikvideo wurde unter der Regie von David Mould in Island gedreht. Es zeigt die einzelnen Mitglieder, bepackt mit ihren Mikrofonständern, auf dem Weg durch steiniges, vulkanisches Terrain. Nach der Middle Eight sind die Bandmitglieder am oberen Rand einer Klippe angelangt und singen den Song gemeinsam in die stürmische Nacht.

### Mitwirkende
- Take That – Songwriting, Arrangement
- Gary Barlow – zusätzl. Klavier und Hauptstimme
- John Shanks – Songwriting, Produktion, Bass, Gitarre und Keyboard
- Jeff Rothschild – Aufnahme und Mischung (erster Toningenieur) sowie Schlagzeug
- Lars Fox – Pro-Tools-Aufbereitung
- Lewis Jones – Zweiter Toningenieur (Sterling Sound, NYC, NY)
- Mike Horner – Zweiter Toningenieur (Abbey Road Studios)
- Wil Malone – Geigen-Arrangement
- London Session Orchestra – Orchester
- Gavyn Wright – Orchesterleitung (Konzertmeister)
- Ted Jensen – Endbearbeitung
- Shari Sutcliffe – Produktionskoordination
- Polydor – Produktionsfirma

Anm.: Angaben aus dem Booklet zum Album Beautiful World

## Erfolge

### Großbritannien
Patience stieg auf Platz vier in die britischen Charts ein und kletterte dann in der zweiten Woche bis auf Platz eins, wo er sich vier Wochen halten konnte. Trotz der späten Veröffentlichung im November stand die Single am Jahresende mit insgesamt elf Wochen in den Top 10 auf Platz 8 der meistverkauften Singles des Jahres. Bis zur Veröffentlichung von Rule the World im Jahr 2007 war Patience die einzige Single von Take That, die so lange in den Top 10 durchhielt. 2007 war die Single immer noch unter den 30 meistverkauften Singles in Großbritannien. Als Nummer-1-Weihnachtssingle wurde sie an Heiligabend durch A Moment Like This von der X-Factor-Gewinnerin Leona Lewis abgelöst.
Diese Erfolgsgeschichte brachte Take That einige Musikpreise ein, unter anderem den BRIT Award für die Beste Single, außerdem wurde der Song zur „Aufnahme des Jahres“ 2006 gewählt. Am 18. Februar 2007 stieg er nach 14 Wochen in den Charts erneut in die britischen Top 10 ein. Ein weiteres Mal schaffte es die Single am 11. August 2007 in die UK-Top-40, unmittelbar nach dem Auftritt der Band beim Concert for Diana. Bis November 2014 verkaufte sie sich allein im Vereinigten Königreich mehr als 690.000 Mal.

### Deutschland
In Deutschland stieg Patience direkt auf Platz eins in die Charts ein. Die Single verkaufte sich mehr als 150.000 Mal und erhielt von der IFPI die Goldene Schallplatte.

## Rezeption

### Charts und Chartplatzierungen
| ChartsChartplatzierungen     | Höchstplatzierung | Wochen |
| ---------------------------- | ----------------- | ------ |
| Deutschland (GfK)            | 1 (20 Wo.)        | 20     |
| Österreich (Ö3)              | 4 (17 Wo.)        | 17     |
| Schweiz (IFPI)               | 1 (35 Wo.)        | 35     |
| Vereinigtes Königreich (OCC) | 1 (56 Wo.)        | 56     |

### Auszeichnungen für Musikverkäufe
| Land/Region                  | Auszeichnungen für Musikverkäufe (Land/Region, Auszeichnung, Verkäufe) | Verkäufe  |
| ---------------------------- | ---------------------------------------------------------------------- | --------- |
| Dänemark (IFPI)              | Platin                                                                 | 15.000    |
| Deutschland (BVMI)           | Gold                                                                   | 150.000   |
| Vereinigtes Königreich (BPI) | 2× Platin                                                              | 1.200.000 |
| Insgesamt                    | 1× Gold · 3× Platin ·                                                  | 1.365.000 |

## Coverversionen
Die Indie-Rock-Band The Wombats coverte den Song am 9. Januar 2008 für die Live Lounge von BBC Radio 1. Hank Marvin sang 2007 ein Cover von Patience für sein Album Guitar Man ein und Nick Lachey veröffentlichte seine Version des Stücks als Single in den Vereinigten Staaten.